# Adoración de los pastores (El Greco, Nueva York)
La Adoración de los pastores es un tema recurrente en el corpus pictórico del Greco. Según Wethey, existen nueve obras de esta temática, realizadas por el maestro o por su taller. Este autor pone en duda el Tríptico de Módena, donde también figura una Adoración de los pastores.La frecuencia con la que el Greco retomó y revisó este tema refleja no sólo el gusto español y la doctrina de la Iglesia, sino también la fe personal del pintor.

## Temática de la obra
La Adoración de los pastores solamente aparece en el evangelio de Lucas (Lc 2: 8-20). El modelo de inspiración de este lienzo probablemente es la Adoración de los pastores (Correggio) que el Greco debía haber visto en Italia, y donde el Niño Jesús es la fuente de la Luz.

## Análisis de la obra
- Localización: Nueva York, Museo Metropolitano de Arte, Object Number: 05.42;
- Técnica: óleo sobre lienzo;
- Dimensiones: 164 x 107 cm;
- Datación: 1605-1610;
- En el catálogo razonado de Wethey consta con el n º. 27. Tiziana Frati le da la referencia 133-b.[4]

Esta pintura es muy próxima a la Adoración de los pastores (El Greco, Valencia), que se supone de fecha anterior. En ambas obras, vemos a la Virgen y a san José bajo los restos de un edificio. A la izquierda, un buey, tres pastores, un ángel vestido de blanco, y la cabeza de un asno. En la parte superior, tres angelitos sostienen una filacteria, y en la parte de abajo hay un cordero con las patas atadas. A la derecha está san José. Estas figuras forma un círculo alrededor del Niño, que es la fuente luminosa del cuadro. A través de una obertura en la parte derecha, vemos una lejana anunciación a los pastores. La brillante luz que irradia el Niño Jesús ilumina la oscuridad de la noche, de forma que el pintor crea grupos de figuras unificados y fuertemente iluminados.
Este lienzo es superior en calidad a la versión de Valencia, con respecto a la cual existen varias diferencias. Aquí la figuras principales están mas agrupadas, y a una mayor distancia del espectador, adaptándose a la menor anchura del lienzo, y logrando un efecto más expresivo. Los dos pastores al fondo de la izquierda y los querubines en lo alto también aparecen más distantes del punto de vista del espectador. Las figuras principales tienen ligeros cambios en las expresiones faciales, y el buey tiene la cabeza recostada en el suelo, mientras que en el cuadro de Valencia mira a los ángeles. Los paños parecen más agitados, y los reflejos luminosos dan una impresión de mayor espontaneidad. Se simplifican el cordero en primer plano, y la anunciación a los pastores al fondo. En la imagen de Valencia, un ángel lleva su mano izquierda directamente hacia el pastor —que es algo más joven— mientras que aquí la desplaza ligeramente hacia el Niño Jesús.
Todo hace pensar que este cuadro fue realizado después del de Valencia  —que tal vez esté inacabado— y también es posible que ambas obras sean copias —magníficas— de un original perdido.

## Procedencia
- Duque de Híjar, Madrid;
- Luis Navas, Madrid;
- E. Lawson, Escocia;
- D. McCorkindale, Escocia.[9]